# Giancarlo Maldonado
Giancarlo Maldonado (* 29. Juni 1982 in Caracas) ist ein venezolanischer ehemaliger Fußballspieler auf der Position eines Stürmers.

## Laufbahn
Maldonado, der uruguayischer Abstammung ist, begann seine fußballerische Laufbahn im Nachwuchsbereich des uruguayischen Vereins River Plate Montevideo, bei dem er auch seinen ersten Profivertrag erhielt. 2001 kehrte Maldonado in seine Heimat zurück, nachdem er vom Club Nacional Táchira verpflichtet worden war, mit dem er sogleich in der Saison 2001/02 die venezolanische Fußballmeisterschaft gewann. Nach weiteren Stationen bei der AC Mineros de Guayana und bei UA Maracaibo, mit dem er 2004/05 noch einmal venezolanischer Meister wurde, wechselte Maldonado 2006 zum Aufsteiger in die erste chilenische Liga, CD O’Higgins.
2007 unterschrieb Maldonado beim mexikanischen Erstligisten CF Atlante, mit dem er in der Apertura 2007 auf Anhieb die mexikanische Fußballmeisterschaft und in der darauffolgenden Saison 2008/09 die CONCACAF Champions League gewann. Bei den Potros de Hierro stand Maldonado bis Ende 2011 unter Vertrag, wenngleich er zwischendurch auf Leihbasis auch für den spanischen Club Deportivo Xerez und das US-amerikanische Franchise Chivas USA spielte. Nach einer weiteren Station beim mexikanischen Atlas Guadalajara kehrte Maldonado im Sommer 2012 in seine Heimat zurück, wo er zunächst noch einmal für die Mineros de Guayana und anschließend Deportivo Táchira und Estudiantes de Mérida tätig war sowie aktuell bei Atlético Venezuela spielt. Zwischenzeitlich spielte er in der Saison 2014/15 noch einmal für den mittlerweile nur noch in der zweiten mexikanischen Liga spielenden CF Atlante und anschließend ein halbes Jahr lang für den in der ersten honduranischen Liga vertretenen Club Real España.
Von 2003 bis 2011 bestritt Maldonado insgesamt 64 Einsätze für die venezolanische Nationalmannschaft und war mit 22 Treffern Rekordtorschütze der Vinotintos, bis er von Juan Arango überholt wurde.

## Erfolge
- Mexikanischer Meister: Apertura 2007
- Venezolanischer Meister: 2001/02, 2004/05
- Sieger der CONCACAF Champions League: 2008/09